# نانسی رومن
نانسی گریس رومن (انگلیسی: Nancy Roman؛‏ ۱۶ مهٔ ۱۹۲۵ – ۲۵ دسامبر ۲۰۱۸) اخترشناس سرشناس آمریکایی و یکی از اولین مدیران زن ناسا بود که سهم مهمی در طبقه‌بندی و حرکات ستارگان داشت و اولین مدیر زن در ناسا شد و به عنوان اولین رئیس نجوم ناسا در طول دههٔ ۱۹۶۰ خدمت کرد. در دههٔ ۱۹۷۰، ناسا او را به عنوان یکی از «بنیانگذاران رؤیایی برنامه فضایی غیرنظامی ایالات متحده» معرفی کرد. او برنامهٔ فضایی ناسا را ایجاد کرد. او برای بسیاری، به خاطر نقش‌اش در برنامه‌ریزی تلسکوپ فضایی هابل، با نام «مادر هابل» شناخته شده‌است. در تمام دوران فعالیت حرفه‌ای خود، رومن همچنین یک سخنران، مربی فعال و آموزگار، و یک مدافع زنان در علم بود.
در ۲۰ مه ۲۰۲۰، مدیر ناسا، جیم برایدنستاین، اعلام کرد که «تلسکوپ نقشه‌برداری میدان باز فروسرخ»، به پاس کمک‌های پایدارش به نجوم، تلسکوپ فضایی نانسی گریس رومن نامیده» می‌شود.